# マルケータ・ラザロヴァー
『マルケータ・ラザロヴァー』（Marketa Lazarová）は、1967年のチェコスロバキアの叙事詩的歴史映画。フランチシェク・ヴラーチルが監督を務めた。ヴラジスラフ・ヴァンチュラが1931年に発表した同名小説を原作としている。
1994年のカルロヴィ・ヴァリ国際映画祭でチェコのジャーナリストにより、史上最高のチェコ映画に選ばれた。また、1998年に行われたチェコの映画評論家と広報担当者のアンケートで、史上最高のチェコ映画に選ばれた。
チェコでの公開から55年を経て、2022年に日本で劇場初公開された。

## ストーリー

### 第一部
13世紀半ばのボヘミア王国。ロハーチェックの領主コズリークの息子ミコラーシュとアダムは、ムラダー・ボレスラフに向かうザクセン公国の伯爵一行を襲撃し、伯爵の息子クリスティアンと従者を拉致する。ミコラーシュが襲撃場所に戻ると、オボジシュテェの領主ラザルが積み荷を漁っている姿を目撃し、激怒して彼を殺そうとするが、キリスト教徒だったラザルが神に祈りを捧げたため、ミコラーシュは彼を殺さず立ち去っていく。領地に戻ったミコラーシュに対し、コズリークはラザルを殺さなかったことを責め、アダムが「伯爵を捕えておけば、王への交渉材料になったはずだ」と口にしたことで、さらに怒りを募らせる。一方、アダムは妹アレクサンドラがクリスティアンに心を寄せていることを知り苛立っていた。2人は一度だけ不義を交わしたことがあるが、アレクサンドラはそれ以降アダムとの関係を拒否していた。また、アダムは妹との不義を母カテリーナによってコズリークに密告され、妹を犯した罪で片腕を切り落とされていた。
コズリークはムラダー・ボレスラフに赴くが、そこで王の連隊のピヴォ隊長から捕縛されそうになり、オオカミの群れに追われながら領地に逃げ帰ってくる。彼は王の連隊の攻撃を警戒して森の砦に立てこもる。ミコラーシュはラザルの領地に赴き同盟を持ちかけるが、ラザルは国王側に与することを選び申し出を拒否する。ミコラーシュはラザルの息子や家来に袋叩きにされ、砦に戻っていく。その夜、ピヴォ隊長がラザルの領地に到着するが、コズリークの息子たちは誘い出したピヴォ隊長の補佐官を殺して森に逃げ込む。側近を殺されたピヴォ隊長はコズリーク一族への復讐を誓う。ピヴォ隊長が出発した後、ラザルは娘マルケータを連れて修道院を訪れるが、娘を修道院に入れるための資金が不足していたため、修道院長に挨拶を交わして砦に帰っていく。しかし、砦は報復のため襲来したミコラーシュによって制圧されており、息子も殺されていた。ラザルは命乞いするが、ミコラーシュは見返りとしてマルケータを要求する。要求を拒んだラザルは城門に磔にされ、マルケータはミコラーシュに連れ去られ、彼に犯されてしまう。マルケータを犯したことを知ったコズリークは激怒し、クリスティアンの子供を身籠ったアレクサンドラ共々、罰として砦の側の丘に鎖で繋いでしまう。

### 第二部
放浪僧ベルナルドは羊を連れて旅をしていたが、施しを求めてコズリークの砦に入ったところを襲われ、羊を奪われて追い出される。彼は羊を捜すが、王の兵士を襲っていたアダムに騙されて別の場所に誘導されてしまう。そこに通りかかったピヴォ隊長はアダムを捕虜にし、コズリークの砦に向かって進軍する。ベルナルドは周囲を彷徨った後にコズリークの砦に戻って一夜を明かす。早朝、王の連隊が砦に集結し、コズリークはミコラーシュたちを解放して砦に戻し、クリスティアンを人質にして事態を乗り切ろうとするが失敗し、王の連隊と戦闘状態に入り、その中でアダムが殺される。戦闘の中、クリスティアンは兵士たちに追われるアレクサンドラを見て助けようとするが、王の連隊に同行していた伯爵や従者に「下賤な異教徒と関わるな」と諭され、父への忠誠と彼女への愛情との間で板挟みになる。彼は混乱の中で廃墟となったラザルの砦に辿り着き、そこでベルナルドと出会う。クリスティアンは休息の後、オオカミの群れの中を歩きながら森へと戻っていく。一方、砦から脱出したミコラーシュ、マルケータ、アレクサンドラは、捕虜となったコズリークがムラダー・ボレスラフに連行される姿を目撃する。3人は森の中に身を隠すが、そこでアレクサンドラは徘徊するクリスティアンと再会する。父とアレクサンドラとの間で板挟みになったクリスティアンは発狂しており、アレクサンドラは彼を殺してしまう。その後、アレクサンドラは伯爵に捕らえられ、クリスティアンを殺した罪で連行される。
マルケータはミコラーシュを愛するようになっていたが、彼に諭されて父ラザルの元に戻るが、ラザルは未婚の身でありながら男に身体を許したマルケータを拒絶する。父の元を去ったマルケータは修道院に向かい、修道女になるための誓いを立てようとするが、ミコラーシュを愛することを知った彼女は修道院長たちの言葉に疑念を抱き、誓いを拒む。同じころ、母カテリーナたちと合流したミコラーシュは父を救出するためムラダー・ボレスラフの牢獄に向かい、兵士たちと戦闘になる。子供に腕を採られながら修道院を後にしたマルケータはムラダー・ボレスラフに向かい、そこで瀕死の重傷を負ったミコラーシュと再会する。ピヴォ隊長はマルケータにミコラーシュへの愛を確認し、2人を夫婦として認めた後、ミコラーシュの死体とコズリークを連れて立ち去っていく。荒れ地でマルケータを見かけたベルナルドは、彼女を旅の同行者として誘うが、新たな相棒になった羊を追いかける間にマルケータは立ち去ってしまう。後にマルケータとアレクサンドラは息子を出産し、マルケータが2人の男児を育てたことが語られ、物語は幕を閉じる。

## キャスト
- マルケータ・ラザロヴァー - マグダレナ・ヴァーシャーリオヴァー（スロバキア語版）（声：ガブリエラ・ヴラーノヴァー（チェコ語版））
- コズリーク - ヨゼフ・ケムル（チェコ語版）
- ミコラーシュ - フランチシェク・ヴェレツキー（チェコ語版）（声：ペトル・コストカ（チェコ語版））
- アダム - イヴァン・パルーフ（チェコ語版）（声：ラディスラフ・トロージャン（チェコ語版））
- アレクサンドラ - パヴラ・ポラーシュコヴァー（声：カロリナ・スルネーチコヴァー（チェコ語版））
- ラザル - ミハイル・コズーフ（声：マルティン・ルージェク（チェコ語版））
- 伯爵 - ハリー・スタッド
- クリスティアン - ヴラスチミル・ハラペス（チェコ語版）（声：クラウス＝ペトル・ティーレ）
- ピヴォ隊長 - ズデニェク・クリザーネク（チェコ語版）
- ピヴォの補佐官 - ズデニェク・レホール（チェコ語版）
- カテリーナ - ナダ・ヘジナ（スロバキア語版）（声：アントニエ・ヘーゲルリコヴァー（チェコ語版）[7][8][9]）
- ベルナルド - ヴラディミール・メンシーク（チェコ語版）
- 修道院長 - カルラ・チャディモヴァー（チェコ語版）
- ヤン - ヤロスラフ・モーチカ（チェコ語版）
- スミル - パヴェル・ランドフスキー（チェコ語版）
- ナレーター - ズデニェク・ステパネク（チェコ語版）

## 作品のテーマ
『マルケータ・ラザロヴァー』は、キリスト教徒が異教徒を完全に駆逐できていない時代のボヘミア王国を舞台としている。この宗派対立は地方権力と中央王権の対立を反映したものであり、映画の主要なテーマとなっている。映画に登場する勢力のうちコズリーク一族は異教徒、王の連隊はキリスト教と王権の象徴としてそれぞれ描かれている。一方、ラザル一族は表面上はキリスト教徒だが、政治的には中立派であり、ラザルはコズリークからの協力要請を拒否して王権に与したことで報復され、娘マルケータを奪われることになる。
連れ去られたマルケータはミコラーシュに強姦されるが、後にミコラーシュから愛情を注がれることになる。2人のロマンスは純潔と世俗的暴力の出会いを描いたものであり、ミコラーシュの凶暴性と自由さが映画の注目点となっている。2人のロマンスはアレクサンドラとクリスティアンのロマンスと相互作用を起こすが、後者の場合はその立場が前者と逆転している。クリスティアンのアレクサンドラに対する愛情は、ミコラーシュとは異なり父への忠誠心から不安定なものとなっている。
カットされた王宮のシーンでは、コズリーク一族と王室の相違点が描かれており、両者の差異は財産と権力を巡る争いを通して描かれることになっていた。王室では王位の野心のために兄弟間や父子間で憎み合うことになるが、地方領主のコズリーク一族では兄弟のミコラーシュとアダムの対立が描かれる一方、一族間の対立は最終的に和解している。また、キリスト教徒のラザルは一族の繁栄よりも自己の魂の救済を優先する身勝手な人物として描写されている他、原作小説ではマルケータの愛に理解を示すなど好意的な描写が見られた修道女たちを終始否定的に描いている。これは、当時のチェコスロバキア社会主義共和国の支配政党だったチェコスロバキア共産党の反宗教姿勢を反映したものと指摘されている。

## 製作

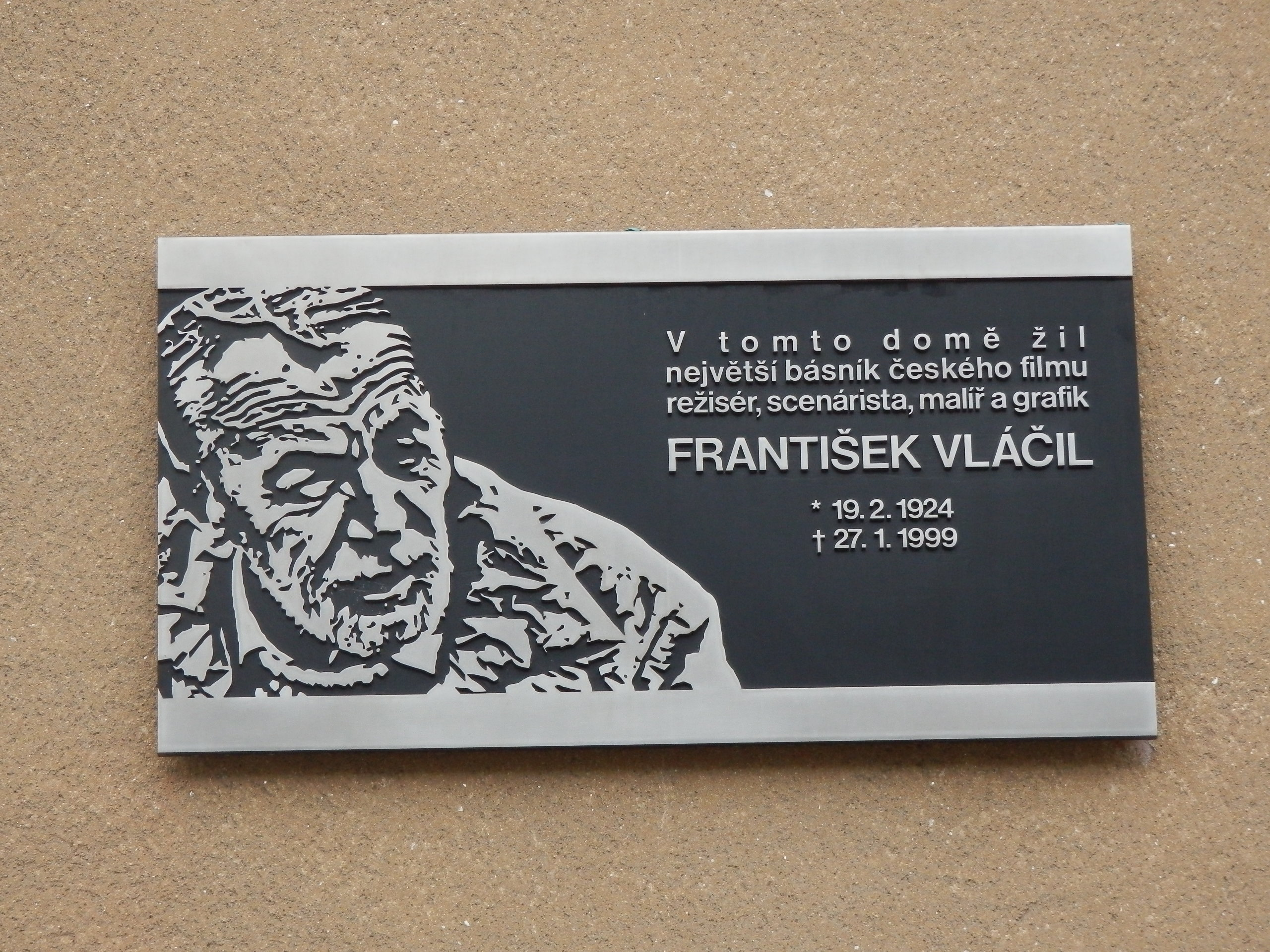
フランチシェク・ヴラーチル

『マルケータ・ラザロヴァー』はヴラジスラフ・ヴァンチュラの同名小説を原作としているが、忠実な映像化というわけではなく、僧侶ベルナルドや後述の「ロイヤル・ピクチャーズ」は彼の著作『Obrazy z dějin národa českého』から持ち込まれている。また、原作小説では具体的な年代設定はないが、映画化に際しては13世紀に設定され、ボヘミア王ヴァーツラフ1世の宮廷が登場する。
フランチシェク・ヴラーチルとフランチシェク・パヴリーチェクは原作小説の脚本への書き換え作業を始めることになったが、小説の文章は言語的に難解だったことから書き換えには数年の歳月を要した。最終的に『マルケータ・ラザロヴァー』が完成するまでには7年かかった。このうち、製作自体には3年の歳月を要している。撮影は1964年から1966年にかけて行われ、撮影日数は548日間かかった。ロケーション撮影はチェコのラーンスカー・オボラ、死の草原、クロコーチン城などで厳冬期に行われている。当初の製作費は700万コルナだったが、最終的には1300万コルナ近い製作費が投じられた。製作費が高額化したため、ヴラーチルは次回作に同じ中世を舞台とした『蜂の谷』を製作し、衣装などの小道具を流用している。いくつかのシーンはスロバキアでも撮影され、1967年に映画は完成した。

### ロイヤル・ピクチャーズ
当初の予定では「ロイヤル・ピクチャーズ」と呼ばれる王室のシーンが描かれることになっていた。このシーンではプラハ城の宮廷を舞台にヴァーツラフ1世と息子オタカルの対立を描いていたが、製作費が高額化していたことと上映時間が3時間を超える可能性があったため撮影を断念している。また、アレクサンドラは「ロイヤル・ピクチャーズ」で自殺する予定だったが、撮影が中止されたことで最期が描かれず曖昧な形で映画からフェードアウトする結果になっている。

#### プロット
伯爵は連れ去られた息子クリスティアンの救出を訴えるため、ボヘミア宮廷を訪れる。彼の訴えを聞いた貴族たちは、コズリークに対して積極的な態度を示さなかったヴァーツラフ1世を批判する。その後、シーンは事件の発生から2年前にさかのぼり、そこでは王子オタカルが貴族たちから父王を倒すように説得されている。オタカルは、父王が狩猟の途中で負傷して宮廷に戻り、息子たちに会った時のことを思い出すが、そこで彼が父王を恐れている姿が描かれる。時系列は一連の事件の後へと進み、ピヴォ隊長が伯爵とアレクサンドラをヴァーツラフ1世のもとに連れて来る。アレクサンドラはクリスティアン殺害の罪で有罪判決を受けるが、伯爵は彼女がクリスティアンの子供を身籠っていることを理由に恩赦を求める。次に、ヴァーツラフ1世はオタカルを宮廷に呼び出し、王に対する反乱を計画した罪で投獄する。その中で、ピヴォ隊長はコズリークとの戦闘を思い出す。やがて、ヴァーツラフ1世とオタカルの対立は統治概念を巡る対立へと発展する。ヴァーツラフ1世はアレクサンドラへの関心を失っていき、彼女の恩赦について伯爵に一任する。

### 音楽
映画音楽の作曲はズデニェク・リシュカが手掛けている。映画音楽はグレゴリオ聖歌などの中世音楽を参考に、キリスト教世界と異教世界の対立を強調して作曲している。
2015年に音楽家のペトル・オストローチは、リシュカの子孫の許可を得て『マルケータ・ラザロヴァー』の映画音楽をテーマとした演奏会を開催している。演奏会は同年10月9日にカルリーンで開催され、2018年には2枚組のアルバムが発売された。

## 公開
1967年10月6日に公開され、観客動員数は130万人を記録した。公開終了後は再上映などは行われず、チェコスロバキアでは20年間封印されていた。1989年11月のビロード革命による共産主義体制崩壊後は封印が解除されてテレビ放送されるようになり、国外のヴラーチル回顧展でも上映されるようになった。2011年10月13日にデジタル修復版がチェコで上映され、上映会にはマルケータ役のマグダレナ・ヴァーシャーリオヴァーが司会として出席している。
1974年8月30日にアメリカ合衆国で公開されたが、フィルムは100分間に短縮されたバージョンであり、評価は芳しいものではなかった。2011年にオリジナル版が公開され、批評家から高い評価を得ている。

### デジタル修復
『マルケータ・ラザロヴァー』のフィルムは旧式のビデオテープで保存されていたため、長年映像・音声の品質向上のためにデジタル修復を求める声が挙がっており、映画ファンからの署名運動が起きていた。2009年にボントンフィルムがDVD、Blu-rayを発売することを発表したが、デジタル修復のための資金が調達できなかったため発売を中止している。その後、2011年にUPPがデジタル修復を行った。この際にはカルロヴィ・ヴァリ国際映画祭の仲介で、チェコ文化省とチェコ財団が共同で200万コルナを修復費用として提供した。デジタル修復版は同年7月2日にカルロヴィ・ヴァリ国際映画祭で初上映され、12月8日にDVDがチェコで発売された。2012年にはクライテリオン・コレクションからDVD、Blu-rayが海外市場で発売された。

## 評価

### 批評
『マルケータ・ラザロヴァー』は批評家から高い評価を得ている。Rotten Tomatoesには12件の批評が寄せられ支持率100%、平均評価9.4/10となっている。1968年にフィルム・ア・ドーバ誌が映画批評家を対象とした「1967年公開のベスト・チェコスロバキア映画」のアンケート調査では、『火事だよ!カワイ子ちゃん』『ひなぎく』を抑えて344票を獲得して第1位に選ばれた。1994年のカルロヴィ・ヴァリ国際映画祭ではチェコ映画史上最高の作品に選ばれ、チェコ映画批評家協会が選ぶチェコ映画史上最高の映画にも選ばれている。
同作は観客からも高い評価を得ている。Týden.czのアンケートでは28%の得票率を得て1965年-1967年間のベスト・チェコ映画に選ばれ、メディア・デスクのアンケートでも第5位に選ばれている。また、2007年にリフレックス誌が行った評論家対象のアンケートでも第1位に選ばれている。
『マルケータ・ラザロヴァー』はチェコ映画史上最高の映画であり、ヴラーチルの代表作として知られている。また、世界の映画史においても傑作の一つに挙げられる。公開された1967年時点で批評家から絶賛されていたが、ヴラーチル自身は映画の出来に満足していなかった。これは、映画において最も重要なシーンに位置付けていた「ロイヤル・ピクチャーズ」の撮影が実現できなかったことに由来する。

### 受賞・ノミネート
| 年   | 映画賞                                                 | 部門                                         | 対象                                                       | 結果       | 出典          |
| ---- | ------------------------------------------------------ | -------------------------------------------- | ---------------------------------------------------------- | ---------- | ------------- |
| 1965 | チェコスロバキア解放20周年記念アート・コンペティション | 脚本賞                                       | フランチシェク・ヴラーチル                                 | 受賞       | [ 16 ]        |
| 1967 | トライロバイト・アワード                               | 監督賞                                       | フランチシェク・ヴラーチル                                 | 受賞       | [ 45 ]        |
| 1967 | トライロバイト・アワード                               | プロダクションデザイン賞                     | オルドリッチ・オカーチ                                     | 受賞       | [ 45 ]        |
| 1967 | 映画・テレビの音楽作曲コンペティション                 | メイン・アワード                             | ズデニェク・リシュカ                                       | 受賞       | [ 46 ]        |
| 1967 | 第18回労働者映画祭                                     | ヘプ審査員賞                                 | マルケータ・ラザロヴァー                                   | 受賞       | [ 16 ]        |
| 1967 | 第18回労働者映画祭                                     | リトヴィーノフ審査員賞                       | マルケータ・ラザロヴァー                                   | 受賞       | [ 16 ]        |
| 1967 | 第18回労働者映画祭                                     | オパヴァ審査員賞                             | マルケータ・ラザロヴァー                                   | 受賞       | [ 16 ]        |
| 1967 | 第18回労働者映画祭                                     | パルドゥビツェ観客賞                         | マルケータ・ラザロヴァー                                   | 受賞       | [ 16 ]        |
| 1968 | マール・デル・プラタ国際映画祭                         | 作品賞                                       | フランチシェク・ヴラーチル                                 | ノミネート | [ 47 ]        |
| 1968 | マール・デル・プラタ国際映画祭                         | 芸術的・歴史的作品に対するリトル・コンドル賞 | フランチシェク・ヴラーチル                                 | 受賞       |               |
| 1968 | 文化省映画賞                                           | 叙情的・芸術的な独創性作品賞                 | フランチシェク・ヴラーチル                                 | 受賞       | [ 45 ]        |
| 1968 | クレメント・ゴットワルト国家賞                         | 脚本賞                                       | フランチシェク・ヴラーチル、フランチシェク・パヴリーチェク | 受賞       | [ 48 ] [ 49 ] |
| 1968 | バランドフ撮影所の映画製作評価による褒賞金             | 映画製作マネジメントに対する評価             | フランチシェク・ヴラーチル                                 | 受賞       | [ 16 ]        |
| 1968 | 1967年製作映画対象のミュージック・コンペティション     | メイン・アワード                             | ズデニェク・リシュカ                                       | 受賞       | [ 16 ]        |
| 1968 | エディンバラ国際映画祭                                 | 名誉賞                                       | マルケータ・ラザロヴァー                                   | 受賞       | [ 16 ] [ 34 ] |
| 1992 | カルロヴィ・ヴァリ国際映画祭                           | クリスタル・グローブ賞                       | フランチシェク・ヴラーチル                                 | ノミネート | [ 50 ]        |
| 1994 | カルロヴィ・ヴァリ国際映画祭                           | 映画批評家投票によるチェコ映画史上最高の映画 | マルケータ・ラザロヴァー                                   | 受賞       | [ 51 ]        |
| 1998 | チェコ及びスロバキアの映画批評家へのアンケート         | 史上最高のチェコスロバキア映画               | マルケータ・ラザロヴァー                                   | 受賞       | [ 16 ]        |